# محمد طاهر البرزنجي الهاشمي
السيّد محمّد-طاهر بن قيدار بن قادر الصولي البرزنجي الهاشمي المشهور بـسيد زادة والمتخلص بـطاهر (1915 - 22 يونيو 1991) خطاط وشاعر وكاتب إيراني كردي. ولد في بلدة دولت آباد في رفانسر بمحافظة كرمانشاه ونشأ بها. تعلم علوم دينية وأدبية على مريم خاتون ومحمد رحيم السنندجي وبديع الزمان الفرهي وحبيب الله الكاشتري ووالده الذي عُرف بـسيد الدولة. تولى مسؤولية إدارة المدرسة العلمية في مسقط رأسه بعد وفاة والده 1944. أرسل قصائده ومقالات للنشر إلى المجلة الكردية گلاويژ بتوقيع طاهر كرمانشاهي. تعاون لفترة من الزمن مع القسم الكردي في إذاعة إيران وكرمانشاه، ومذيعًا في البرامج الأدبية والتاريخية الكردية والفارسية . تميز في العلوم الإسلامية والأدب الفارسي والكردي والعربيي والتاريخ الإيراني والإسلامي والصوفية والخط العربي وتخصص في الأسلوب العثماني. وقد كتب القرآن، وصحيفة سجادية، والعديد من الأعمال الأخرى بخطه في نسخ ونستعليق. قام بتأليف أكثر من خمسة عشر ألف بيت من الشعر بالكردية والفارسية والعربية، وله اتجاهات الصوفية. توفي في كرمانشاه و دفن مسقط رأسه. 

## مؤلفاته
- مناقب أهل بيت عند أهل السنة، بالفارسية
- مقامات الغوثية
- برهان الحق
- في أحوال سيد حسن قازان قاني البرزنجي
- قرة العين قي مقامات السيد حسين البرزنجي
- ديوان بالفارسية والكردية
- في بديع وعروض
- تحشية وتعليقاته على سفرنامة حاجي ملك الكلام المجدي
- دلائل الخيرات